# Parque nacional Cabo Hillsborough
Cabo Hillsborough es un parque nacional en Queensland (Australia), ubicado a 837 km al noroeste de Brisbane. El parque es una península de origen volcánico, cubierta en su mayor parte por selva húmeda; la elevación máxima es de 267 m. La ciudad más cercana es Mackay, a unos 40 km al sudeste.